# دیتون (نوادا)
دیتون، نوادا (به انگلیسی: Dayton, Nevada) یک سکونتگاه مسکونی در ایالات متحده آمریکا است که در شهرستان لایون، نوادا واقع شده‌است.

## خصوصیات
دیتون ۸۲٫۲ کیلومترمربع مساحت و ۸٬۹۶۴ نفر جمعیت دارد و ۱٬۳۴۰ متر بالاتر از سطح دریا واقع شده‌است.